# Borch-Johnsennuten
Der Borch-Johnsennuten ist ein 1940 m hoher Berg in der Heimefrontfjella des ostantarktischen Königin-Maud-Lands. Er ragt im nördlichen Abschnitt der XU-Fjella auf.
Wissenschaftler des Norwegischen Polarinstituts benannten ihn 1967 nach dem norwegischen Arzt Erling Borch-Johnsen (1873–1962), einem Anführer der Widerstandsbewegung gegen die deutsche Besatzung Norwegens im Zweiten Weltkrieg in Narvik.